# Léo Silva
Léo Silva (født 24. december 1985) er en brasiliansk fodboldspiller.